# 加田克司
加田 克司（かだ かつじ、1931年3月18日 - 1996年8月24日）は、日本の囲碁棋士。大分県別府市出身、日本棋院所属、木谷實九段門下、九段。加納嘉徳、大平修三とともに戦後新三羽烏と言われた。堅実な碁風で、特に序盤に時間をかける長考で有名。また現代における詰碁創作の第一人者と評されていた。

## 経歴
中華民国青島市に生まれる。1945年4月に一家で祖父のいる天津に疎開。1946年3月に帰国し別府に住む。この年8月、中学3年の時に、神戸から別府を周遊した木谷實と五子局を打って勝ち、三子で負けるが、入門を認められ、木谷門下の戦後第1号として11月から内弟子となる。1947年初段。1948年二段。1950年三段。1951年四段。1953年五段。1960年八段。
1962年王座戦決勝に進み、宮下秀洋に0-2で準優勝。1967年九段。1988年棋聖戦九段戦5位で、最高棋士決定戦出場。
義理の子に日高敏之八段。加藤正夫が木谷門に入るきっかけを作った人物としても知られる。

### 主な棋歴
- 王座戦準優勝 1962年
- 旧名人戦リーグ 8，11，12，14期
- 本因坊戦リーグ参加 22，30，40期

## 詰碁集の特徴
- 最終的に13巻を数えるに至った加田の詰碁の著作は、「読む詰碁集」としてその解説の詳細さにおいて類を見ないものである。「有益な内容を多く含んだ詰碁は解こうとして考えなくてもよいのです。問題を眺め、解説を読み、解説図を眺めて感心するだけでも有益ですが、盤上に並べて眺めれば、さらに有益です。」という趣旨からであった。解説は割り付けを含めすべて全て自ら行うという情熱の傾けようであった。
- 詰碁に強くなる方法として、次のように述べている：まず、むずかしい詰碁に挑戦することです。そして、その詰碁を徹底的に研究し尽くすことにより、正解以外の有力な筋を多く会得することです。そのことはヨミの力を養う訓練となるでしょう。さらに正解の必然であることを納得すれば、そのあざやかな筋は、ひときわ脳裏に刻み込まれることになりましょう。（中略）本書は、その意欲に満ちた読者のために・・・、解答の部では徹底的な研究がなされております。（『加田詰碁教室』はしがき）
- 前田陳爾による「詰碁名作ベストテン」(1972年)でも古典に伍して当代の代表として「その九」に置かれている。

## 著作
- 『加田詰碁教室（ゴ・スーパーブックス 15）』日本棋院、1971年
- 『加田克司傑作詰碁』全8巻　誠文堂新光社　1988年-
- 『加田克司衆妙詰碁』全4巻　誠文堂新光社　1993年-
- 『現代囲碁大系〈第29巻〉曲励起・加納嘉徳・榊原章二・加田克司』1981年